# Kendall Ellis
Kendall Ellis, född 8 mars 1996, är en amerikansk friidrottare.
Ellis sprang andrasträckan i försöksheatet när USA kvalificerade sig för final på 4x400 meter vid världsmästerskapen i friidrott 2017. Eftersom USA senare vann finalen, utan Ellis, tilldelades hon medalj.
Vid olympiska sommarspelen 2020 i Tokyo var Ellis en del av USA:s lag som tog brons på 4x400 meter mixstafett.

### Fotnoter
1. ↑  World Athletics Database, World Athletics ID: 263659.[källa från Wikidata]
2. ↑  USA Track & Fields idrottardatabas, USA Track & Field idrottar-ID (legacy): kendall-ellis, läst: 6 april 2022.[källa från Wikidata]
3. ↑  ”Athlete profile Kendall Ellis”. iaaf.org. IAAF. https://www.iaaf.org/athletes/united-states/kendall-ellis-263659. Läst 14 augusti 2017.
4. ↑  "IAAF WORLD CHAMPIONSHIPS LONDON 2017 - 4X400 METRES RELAY WOMEN HEATS". Läst 14 augusti 2017. (engelska)
5. ↑  "IAAF WORLD CHAMPIONSHIPS LONDON 2017 - 4X400 METRES RELAY WOMEN". Läst 13 augusti 2017. (engelska)
6. ↑  ”Team USA Earns Bronze Medal In Mixed Relay Event As Poland Takes Gold”. nbcmiami.com. 31 juli 2021. https://www.nbcmiami.com/news/sports/tokyo-summer-olympics/team-usa-mixed-relay-team-gold-historic-track-and-field-event/2513760/. Läst 31 juli 2021.